# Champions Trophy mannen 1996

Vlag van India, gastland van het toernooi

De achttiende editie van de strijd om de Champions Trophy vond plaats van zaterdag 7 december tot en met zondag 15 december 1996 in de Indiase plaats Chennai, voorheen Madras. Deelnemende landen aan het post-olympische hockeytoernooi waren: Australië, titelverdediger Duitsland, gastland India, Nederland, Pakistan en Spanje. Met ingang van deze editie gold het 'driepuntensysteem': drie punten voor een overwinning, een voor een gelijkspel en nul voor een nederlaag.

## Selecties

### Duitsland
- Christoph Bechmann
- Patrick Bellenbaum
- Christoph Eimer
- Björn Gerke
- Michael Green
- Henning Helwig
- Kai Hollensteiner

- Nils Kowalczek
- Christian Mayerhöfer
- Björn Michel
- Klaus Michler
- Sascha Reinelt
- Christopher Reitz
- Eiko Rott

- Jan-Peter Tewes
- Michael Waldhauser

Bondscoach
- Paul Lissek

### India
1. Anjaparavanda Subbiah (gk)
2. Anil Aldrin
3. Pargat Singh
4. Harpreet Singh
5. Rahul Singh
6. Mohammad Riaz
7. Shakeel Ahmed

1. Mukesh Kumar
2. Gavin Ferreira
3. Sanjeev Kumar
4. Dhanraj Pillay
5. Ashish Ballal (gk)
6. Dilip Tirkey
7. Ramandeep Singh

1. Brojen Singh
2. Edward Aranha

Bondscoach
- Vasudevan Baskaran

## Uitslagen voorronde
- India-Duitsland 1-2
- Australië-Spanje 1-1
- Pakistan-Nederland 0-2
- Pakistan-Australië 4-2
- Nederland-Duitsland 2-1
- Spanje-India 0-3
- Pakistan-Spanje 2-2
- India-Nederland 1-1
- Duitsland-Australië 3-1
- India-Australië 3-1
- Pakistan-Duitsland 4-2
- Nederland-Spanje 4-0
- India-Pakistan 2-3
- Duitsland-Spanje 4-3
- Nederland-Australië 1-1

## Eindstand voorronde
| № | Land      | WG | W | G | V | DV | DT | +/– | Punten |
| - | --------- | -- | - | - | - | -- | -- | --- | ------ |
| 1 | Nederland | 5  | 3 | 2 | 0 | 10 | 3  | +7  | 11     |
| 2 | Pakistan  | 5  | 3 | 1 | 1 | 13 | 10 | +3  | 10     |
| 3 | Duitsland | 5  | 3 | 0 | 2 | 12 | 11 | +1  | 9      |
| 4 | India     | 5  | 2 | 1 | 2 | 10 | 7  | +3  | 7      |
| 5 | Australië | 5  | 0 | 2 | 3 | 6  | 12 | –6  | 2      |
| 6 | Spanje    | 5  | 0 | 2 | 3 | 6  | 14 | –8  | 2      |

## Play-offs
Om vijfde plaats
| 15 december |       |        |                                                           |
| Australië   | 2 – 5 | Spanje | Scheidsrechters: Peter Elders (NED) Ermanno Silvano (ITA) |
|             |       |        | Scheidsrechters: Peter Elders (NED) Ermanno Silvano (ITA) |

Troostfinale
| 15 december |       |           |                                                                 |
| India       | 0 – 5 | Duitsland | Scheidsrechters: Toshimichi Fujimura (JPN) Allan Waterman (CAN) |
|             |       |           | Scheidsrechters: Toshimichi Fujimura (JPN) Allan Waterman (CAN) |

Finale
| 15 december |       |          |                                                        |
| Nederland   | 3 – 2 | Pakistan | Scheidsrechters: Santiago Deo (ESP) Steve Graham (WAL) |
|             |       |          | Scheidsrechters: Santiago Deo (ESP) Steve Graham (WAL) |

## Eindstand
1. Nederland
2. Pakistan
3. Duitsland
4. India
5. Spanje
6. Australië

## Topscorers
- In onderstaand overzicht zijn alleen de spelers opgenomen met drie of meer treffers achter hun naam.

| № | Naam               | Land      | Goals | SC | SB |
| - | ------------------ | --------- | ----- | -- | -- |
| 1 | Christoph Bechmann | Duitsland | 5     |    |    |
| 2 | Rahim Khan         | Pakistan  | 4     |    |    |
|   | Kamran Ashraf      | Pakistan  | 4     |    |    |
| 4 | Dhanraj Pillay     | India     | 3     |    |    |
|   | Gavin Ferreira     | India     | 3     |    |    |
|   | Sascha Reinelt     | Duitsland | 3     |    |    |
|   | Björn Michel       | Duitsland | 3     |    |    |
|   | Teun de Nooijer    | Nederland | 3     |    |    |
|   | Jaap-Derk Buma     | Nederland | 3     |    |    |
|   | Bram Lomans        | Nederland | 3     |    |    |
|   | Juan Escarré       | Spanje    | 3     |    |    |
|   | Javier Arnau       | Spanje    | 3     |    |    |
|   | Jeremy Hiskins     | Australië | 3     |    |    |

Mannen:
Lahore 1978 ·
Karachi 1980 ·
Karachi 1981 ·
Amstelveen 1982 ·
Karachi 1983 ·
Karachi 1984 ·
Perth 1985 ·
Karachi 1986 ·
Amstelveen 1987 ·
Lahore 1988 ·
Berlijn 1989 ·
Melbourne 1990 ·
Berlijn 1991 ·
Karachi 1992 ·
Kuala Lumpur 1993 ·
Lahore 1994 ·
Berlijn 1995 ·
Chennai 1996 ·
Adelaide 1997 ·
Lahore 1998 ·
Brisbane 1999 ·
Amstelveen 2000 ·
Rotterdam 2001 ·
Keulen 2002 ·
Amstelveen 2003 ·
Lahore 2004 ·
Chennai 2005 ·
Barcelona 2006 ·
Kuala Lumpur 2007 ·
Rotterdam 2008 ·
Melbourne 2009 ·
Mönchengladbach 2010 ·
Auckland 2011 ·
Melbourne 2012 ·
Bhubaneswar 2014 ·
Londen 2016 ·
Breda 2018
Vrouwen:
Amstelveen 1987 ·
Frankfurt 1989 ·
Berlijn 1991 ·
Amstelveen 1993 ·
Mar del Plata 1995 ·
Berlijn 1997 ·
Brisbane 1999 ·
Amstelveen 2000 ·
Amstelveen 2001 ·
Macau 2002 ·
Sydney 2003 ·
Rosario 2004 ·
Canberra 2005 ·
Amstelveen 2006 ·
Quilmes 2007 ·
Mönchengladbach 2008 ·
Melbourne 2009 ·
Nottingham 2010 ·
Amstelveen 2011 ·
Rosario 2012 ·
Mendoza 2014 ·
Londen 2016 ·
Changzhou 2018